# Епигенетика
Епигенетичко наслеђивање представља наследне промене у фенотипу или на гену изазване механизмима различитим од мутација. Такве промене могу бити видљиве након неколико генерација ћелија, или чак више генерација живих бића. Познат епигенетички механизми су метилација ДНК, процеси на нивоу РНК (посебно интерференција РНК), обрада протеина, инактивација полних хромозома. 